# Эльц, Робин фон
Робин фон Эльц (нем. Robin von Eltz; ? — 10 августа 1388) — магистр Ливонского ордена с 1385 года по 1388 год.

## Биография
В 1374 году Робин фон Эльц был назначен фогтом замка Каркус. В 1375—1385 годах занимал должность ландмаршала Ливонского Ордена. В сентябре 1375 года новый ландмаршал Робин фон Эльц возглавил первый поход на литовские владения. Ливонские крестоносцы вторглись в Упитскую землю, но из-за своей малочисленности вынуждены были отступить. В июне 1377 года Робин фон Эльц совершил второй поход на литовские земли и опустошил Упитскую землю, захватив в плен сто двадцать жителей. В феврале 1378 года ландмаршал Робин фон Эльц возглавил третий военный поход на литовские земли. Ливонские крестоносцы в течение двух дней разоряли окрестности Мядельского замка, сжигая дома и убивая скот, захватив в плен триста человек.
В марте 1385 года после смерти ливонского магистра Вильгельма фон Фримерсхайма Робин фон Эльц был избран новым ландмейстером Тевтонского Ордена в Ливонии. Робин фон Эльц продолжал вести агрессивную политику по отношению к Великому княжеству Литовскому. Ливонский магистр вступил в переговоры с князем Андреем Ольгердовичем Полоцким, враждовавшим со своим младшим братом, великим князем литовским Ягайлом. 10 октября 1385 года Андрей Ольгердович заключил союзный договор с Ливонским Орденом, признавая его сюзереном Полоцкого княжества. В конце зимы 1386 года ливонский магистр Робин фон Эльц вторгся в восточные литовские владения. Ливонские крестоносцы три недели опустошали литовские земли и дошли до Ошмян, захватив в плен три тысячи литовцев.